# Сориано, Хуан

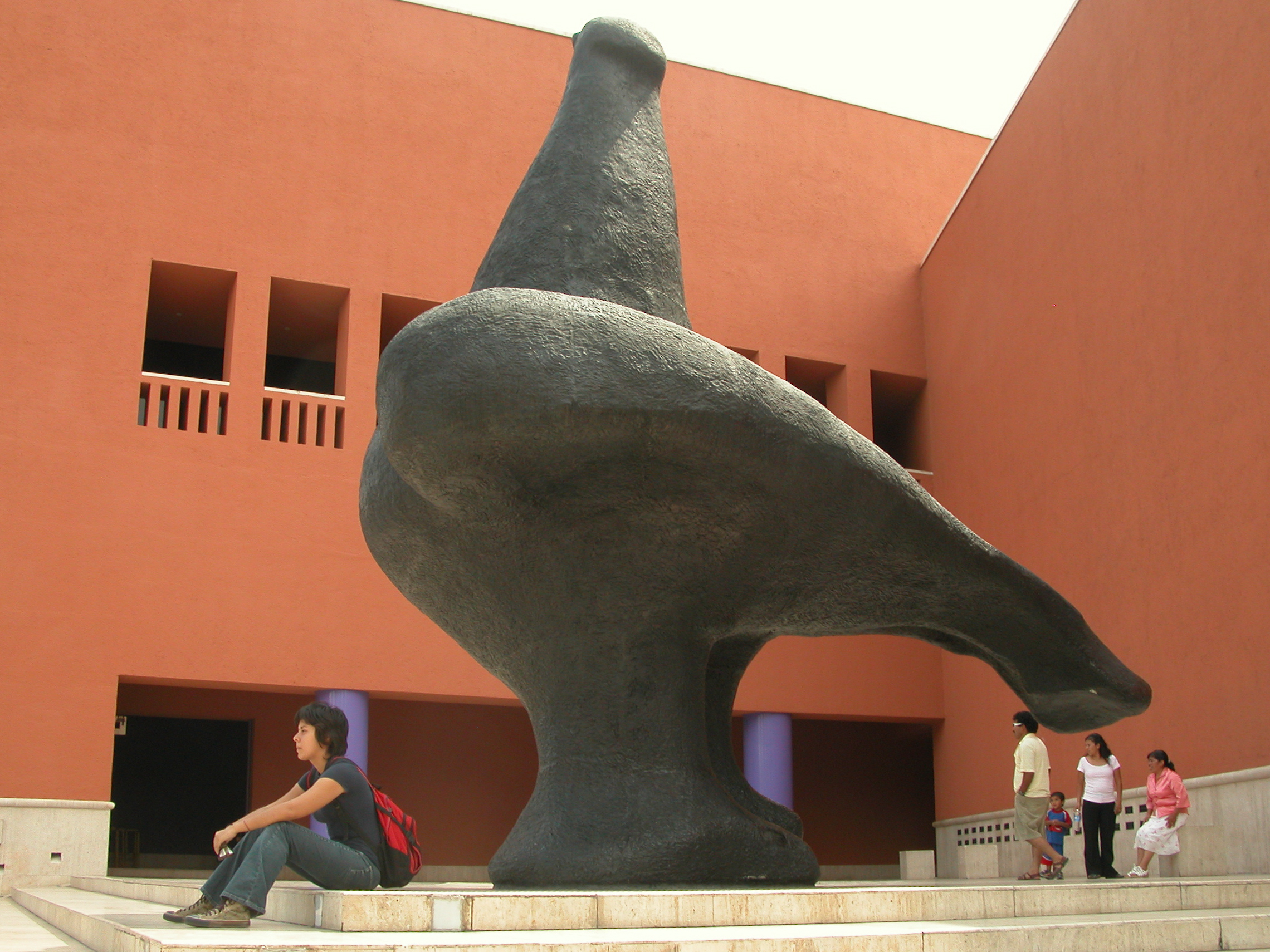
Хуан Сориано. Голубка. Музей современного искусства, Монтеррей, 1990

Хуан Сориано (исп. Juan Soriano), настоящее имя Хуан Франсиско Родригес Монтойя (Juan Francisco Rodríguez Montoya; 8 августа 1920, Гвадалахара — 10 февраля 2006, Мехико) — мексиканский художник и скульптор.

## Биография
Очень рано проявил художественные способности (за что был прозван Моцартом живописи), в 13 лет впервые участвовал в коллективной выставке. С 1935 учился живописи в Мехико у мастеров-монументалистов. Вошел в Лигу революционных писателей и художников, подружился с Октавио Пасом, Руфино Тамайо, Долорес дель Рио, Марией Феликс, Гуадалупе Марин, Эленой Гарро, Леонорой Каррингтон, Марией Самбрано, Хавьером Вильяуррутией, Карлосом Пельисером, Фридой Кало, Хуаном Хосе Арреолой и др. С начала 1950-х путешествовал по Европе, в 1956—1957 жил в Риме, с 1974 — в Париже, где подружился с Антонио Саурой, Хулио Кортасаром, Миланом Кундерой. Выступал как сценограф.

## Признание
В течение жизни его работы были представлены на 168 персональных выставках. Ему были вручены Национальная премия Мексики за науку и искусство (1987), французский Орден Почётного легиона, Орден Заслуг перед Республикой Польша, премия Веласкеса (Испания), Орден Изабеллы Католической (посмертно) и многие другие награды.

## Музей Хуана Сориано
Музей Museo Morelense de Arte Contemporáneo(MMAC) Хуана Сориано был открыт 8 июня 2018 года, в мексиканском городе Куэрнавака. MMAC стал самым большим выставочным пространством в штате Морелос. Площади музея включают в себя библиотеку, сад скульптур и мастерские для общественных программ. Здесь хранятся 1200 работ Сориано, в том числе скульптуры, картины, рисунки и фотографии.